# Nuevo 1.º Ejército
El Nuevo 1.º Ejército (en chino tradicional: 新一軍; en chino simplificado: 新一军) fue una unidad militar del Ejército Nacional Revolucionario de China. Apodado el "Primer Ejército Bajo el Cielo" durante la guerra civil china, tenía fama de ser la unidad militar élite China de la era. Causó la mayor cantidad de bajas al Ejército Imperial Japonés durante la segunda guerra sino-japonesa de 1937-1945.

## Historia
Formado a partir de la Fuerza X, en particular de la Nueva 38.ª División, el Nuevo 1.º Ejército estaba entre las cinco principales unidades nacionalistas de primera. Los otros cuatro incluían el Nuevo 6.º Ejército, la 11.ª División Reorganizada (del tamaño de un ejército, anteriormente conocida como el 18.º Ejército y luego revertida a su designación original), la 74.ª División Reorganizada (del tamaño de un ejército, anteriormente conocida como el 74.º Ejército) y el 5.º Ejército.
Después de que la Nueva 38.ª División al mando de Li-jen Sun y la Nueva 22.ª División al mando de Liao Yao-hsiang se retiraran a la India desde Birmania en la primera fase de la campaña de Birmania, las dos divisiones obtuvieron equipo y entrenamiento estadounidenses en Ramgarh, India. Allí se formó el Nuevo 1.º Ejército en febrero de 1943 con las tres divisiones: las nuevas 38.ª, 22.ª y 30.ª. El teniente general Qiu Qingquan fue nombrado su comandante, pero pronto fue reemplazado por el teniente general Cheng Tung-kuo. Li-jen Sun se desempeñó como comandante adjunto, pero asumió el mando táctico al comienzo de la segunda fase de la campaña de Birmania. En mayo de 1944, Sun fue ascendido a su comandante.
Durante la guerra civil china, el Nuevo 1.º Ejército se desplegó en el noreste de China para luchar contra las unidades militares del Partido Comunista de China bajo el mando de Lin Biao. Tuvo mucho éxito en las primeras batallas. Sin embargo, después de un tiempo, Sun fue despedido como comandante después de ofender a miembros importantes del KMT, incluido su superior, el teniente general favorito de Chiang Kai-shek, Du Yuming. Sun fue reemplazado por el teniente general Pan Yukun el 26 de abril de 1947. La mayoría de los oficiales por encima del nivel de batallón también fueron despedidos. Esto asestó un duro golpe al Nuevo 1.º Ejército y comenzó a sufrir grandes pérdidas. El ejército vio su última acción en el esfuerzo por aliviar la ciudad de Jinzhou controlada por el KMT a fines de octubre de 1948 como parte del 9.º Cuerpo de Ejército del general Liao Yao-hsiang. Todo el ejército fue aniquilado. El general Pan apenas escapó con vida. Los comandantes de las tres divisiones (las nuevas 30.ª, 50.ª y 53.ª Provisionales) fueron capturadas o se rindieron. Debido a la historia incómoda de este grupo de ejército con el KMT y el Partido Comunista de China, rara vez se habla de sus éxitos tanto en la China continental como en Taiwán.